# هجرة الكتلة الشرقية والانشقاق

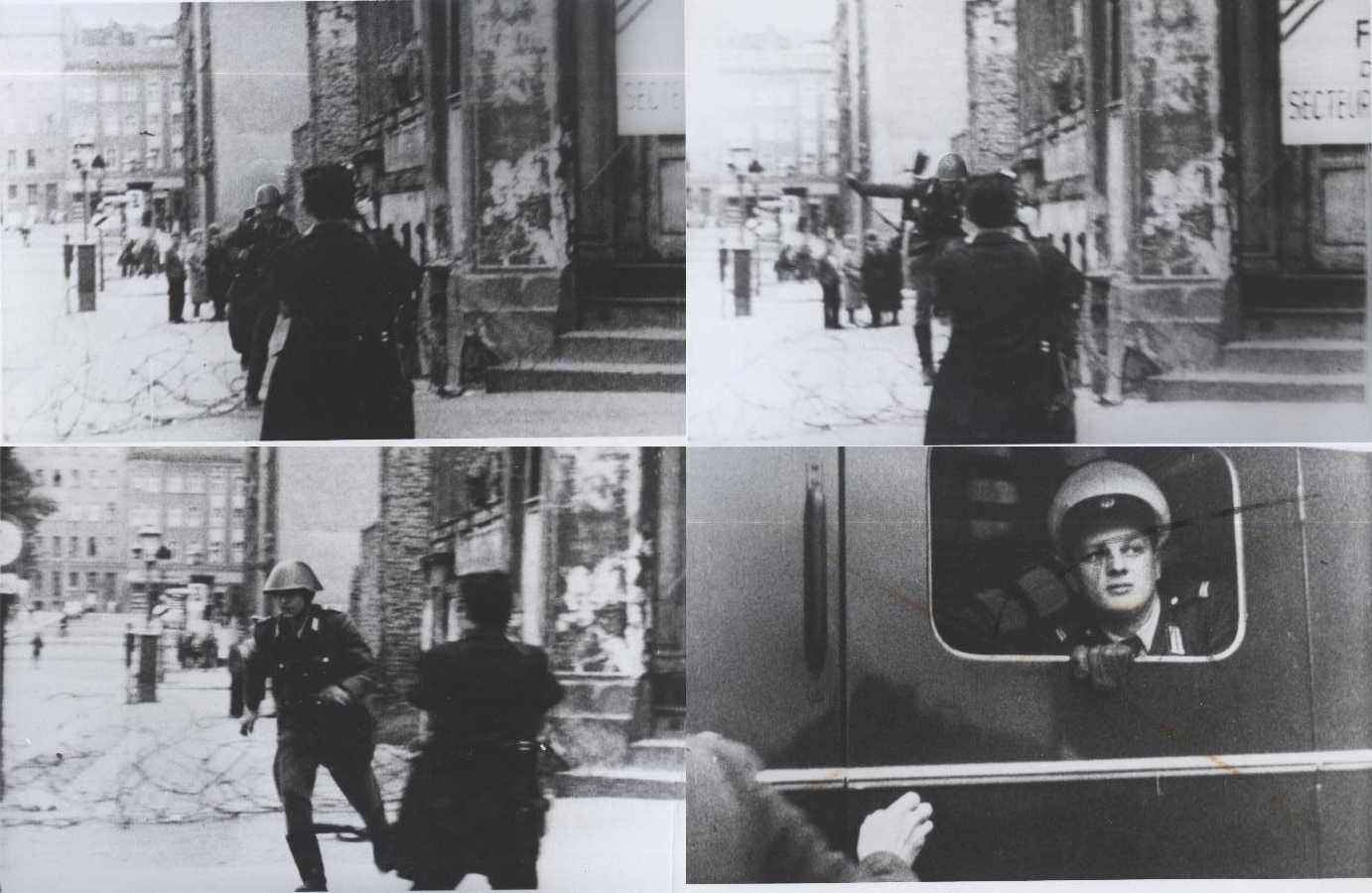
قفز كونراد شومان على الأسلاك الشائكة إلى برلين الغربية في 15 أغسطس 1961، بعد ثلاثة أيام من بدء بناء جدار برلين

كانت هجرة الكتلة الشرقية وانشقاقها موضع جدال خلال الحرب الباردة. بعد الحرب العالمية الثانية، تم فرض قيود على الهجرة من قبل بلدان في الكتلة الشرقية، التي كانت تتألف من الاتحاد السوفيتي ودوله التابعة في وسط وشرق أوروبا. كانت الهجرة القانونية ممكنة في معظم الحالات فقط من أجل لم شمل الأسر أو السماح لأفراد مجموعات الأقليات العرقية بالعودة إلى أوطانهم.
جادلت حكومات الكتلة الشرقية أن القيود الصارمة للهجرة ضرورية لمنع هجرة الأدمغة. جادلت الولايات المتحدة وحكومات أوروبا الغربية بأنها تمثل انتهاكًا لحقوق الإنسان. على الرغم من القيود، أحدثت انشقاقات إلى الغرب.
بعد أن شددت ألمانيا الشرقية حدودها مع ألمانيا الغربية، أصبحت حدود قطاع المدينة بين برلين الشرقية وبرلين الغربية ثغرة يمكن من خلالها حدوث الانشقاق. تم إغلاق هذا مع تشييد جدار برلين في أغسطس 1961. بعد ذلك، اقتصرت الهجرة من الكتلة الشرقية فعليًا على الانشقاقات غير القانونية، والهجرة العرقية بموجب الاتفاقيات الثنائية، وعدد صغير من الحالات الأخرى.

## خلفية

### إنشاء الكتلة الشرقية

خريطة دول الكتلة الشرقية في أوروبا الوسطى

تولى البلاشفة السلطة في روسيا بعد الثورة الروسية عام 1917. خلال الحرب الأهلية الروسية التي تلت ذلك، بالتزامن مع دخول الجيش الأحمر إلى مينسك في عام 1919، أعلنت بيلاروسيا جمهورية بيلوروسيا السوفيتية الاشتراكية. بعد المزيد من الصراع، تم إعلان جمهورية بيلوروسيا الاشتراكية السوفيتية في عام 1920. مع هزيمة أوكرانيا في الحرب البولندية الأوكرانية، بعد معاهدة ريغا في مارس 1921 في أعقاب الحرب البولندية السوفيتية، تم ضم أوكرانيا الوسطى والشرقية إلى الاتحاد السوفياتي باسم الجمهورية الاشتراكية السوفيتية الأوكرانية. في عام 1922، تم دمج روسيا الاتحادية الاشتراكية السوفياتية، أوكرانيا الاشتراكية السوفياتية، روسيا البيضاء الاشتراكية السوفياتية وجمهورية ما وراء القوقاز السوفيتية الاشتراكية رسميًا كجمهوريات أسست اتحاد الجمهوريات الاشتراكية السوفياتية، أو الاتحاد السوفيتي.
خلال المراحل الأخيرة من الحرب العالمية الثانية، بدأ الاتحاد السوفيتي في إنشاء الكتلة الشرقية عن طريق ضم العديد من الدول بشكل مباشر كجمهوريات اشتراكية سوفيتية والتي تم التنازل عنها أصلاً من قبل ألمانيا النازية في حلف مولوتوف-ريبنتروب.
وشملت هذه بولندا الشرقية (تم دمجها في ثلاث أراضي بولندا التي ضمها الاتحاد السوفيتي مختلفة)،  لاتفيا (أصبحت جمهورية لاتفيا الاشتراكية السوفيتية)،  إستونيا (أصبحت جمهورية إستونيا الاشتراكية السوفيتية)، ليتوانيا (أصبحت جمهورية ليتوانيا الاشتراكية السوفيتية)، جزء من شرق فنلندا (أصبحت الجمهورية الكريلية - الفنلندية السوفيتية الاشتراكية، ثم اندمج فيما بعد في جمهورية روسيا الاتحادية الاشتراكية السوفيتية)  وشمال رومانيا (أصبحت جمهورية مولدوفا الاشتراكية السوفيتية). بحلول عام 1945، بلغ مجموع هذه البلدان الإضافية المُضمّنة حوالي 465,000 كيلومتر مربع إضافي (180,000 ميل مربع)، أو أكثر بقليل من مساحة ألمانيا الغربية وألمانيا الشرقية والنمسا مجتمعة.
تم تحويل دول أخرى إلى دول تابعة لسوفيت، مثل جمهورية بولندا الشعبية ، وجمهورية المجر الشعبية،  وجمهورية التشيكوسلوفاكيا الاشتراكية،  وجمهورية رومانيا الشعبية، وجمهورية ألبانيا الشعبية،  وفي وقت لاحق ألمانيا الشرقية من المنطقة السوفيتية للاحتلال الألماني. تعتبر جمهورية يوغوسلافيا الشعبية الفيدرالية أيضًا جزءًا من الكتلة،  الرغم من انفصال تيتو-ستالين في عام 1948  تلاه تشكيل حركة عدم الانحياز.

### الأوضاع في الكتلة الشرقية

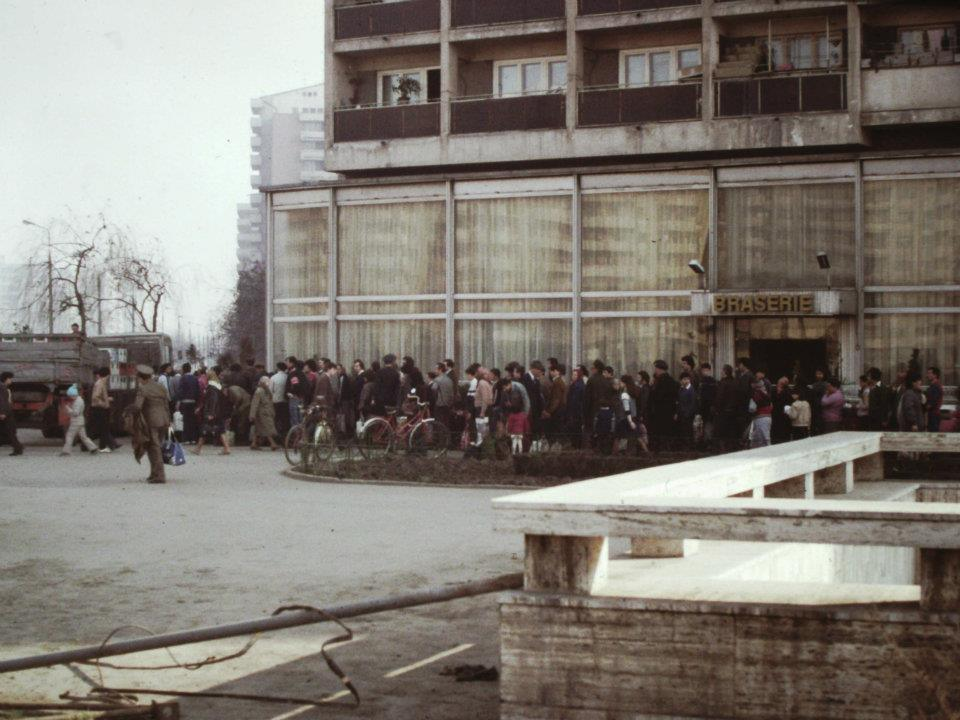
خط لتوزيع زيت الطهي في بوخارست، رومانيا في مايو 1986

في جميع أنحاء الكتلة الشرقية، في كل من الاتحاد السوفياتي وبقية الكتلة، تم إعطاء روسيا الاتحادية الاشتراكية السوفياتية مكانة بارزة، ويشار إليها باسم naibolee vydajuščajasja nacija (الأمة الأبرز) وrukovodjaščij narod (الشعب الرائد). عزز السوفييت تقديس الأعمال والخصائص الروسية، وبناء التسلسلات الهيكلية الشيوعية السوفياتية في البلدان الأخرى في الكتلة الشرقية.
كانت السمة المميزة للشيوعية المنفذة في الكتلة الشرقية هي التعايش الفريد للدولة مع المجتمع والاقتصاد، مما أدى إلى فقدان السياسة والاقتصاد لمميزاتهما المميزة كمجالات مستقلة ذاتيا. في البداية، كان ستالين يوجه الأنظمة التي ترفض الخصائص المؤسسية الغربية لاقتصادات السوق، والحكم الديمقراطي (الذي يطلق عليه «الديمقراطية البرجوازية» في اللغة السوفيتية) وحكم القانون الذي يقضي على التدخل التقديري من قبل الدولة. فرض السوفييت مصادرة الممتلكات الخاصة وإثبات ملكيتها.
«الأنظمة المقلدة» على الطراز السوفييتي التي نشأت في الكتلة، لم تعيد إنتاج الاقتصاد المخطط مركزيا السوفييتي فحسب، بل اعتمدت أيضًا الأساليب الوحشية التي استخدمها جوزيف ستالين والشرطة السرية السوفيتية لقمع المعارضة الحقيقية والمحتملة. رأت الأنظمة الشيوعية في الكتلة الشرقية حتى المجموعات الهامشية من مثقفي المعارضة تهديدًا محتملًا بسبب القواعد الكامنة وراء القوة الشيوعية فيها. كان قمع المعارضة شرطا مسبقا أساسيا لأمن القوة الشيوعية داخل الكتلة الشرقية، على الرغم من أن درجة المعارضة وقمع المعارضين تختلف حسب البلد والوقت في جميع أنحاء الكتلة.
بالإضافة إلى ذلك، عملت وسائل الإعلام في الكتلة الشرقية كجهاز للدولة، واعتمدت تمامًا على الأحزاب الشيوعية الحاكمة وخضعت لها، حيث أصبحت المؤسسات الإذاعية والتلفزيونية مملوكة للدولة، في حين كانت وسائل الإعلام المطبوعة مملوكة عادةً للمنظمات السياسية، معظمها من قبل الحزب الشيوعي الحاكم. علاوة على ذلك، عانت الكتلة الشرقية من سوء التخطيط الاقتصادي من قبل المخططين المركزيين مما أدى إلى اتباع تلك البلدان لمسار من التنمية الشاملة بدلاً من التنمية المكثفة، وتخلفت كثيرا عن نظيراتها في أوروبا الغربية في نصيب الفرد من الناتج المحلي الإجمالي. قدمت الأرفف الفارغة في المتاجر حتى في ألمانيا الشرقية تذكيرًا مفتوحًا بعدم دقة الدعاية فيما يتعلق بالتقدم الاقتصادي الرائع والمتواصل.

## قيود الهجرة

### قيود الهجرة في الاتحاد السوفياتي

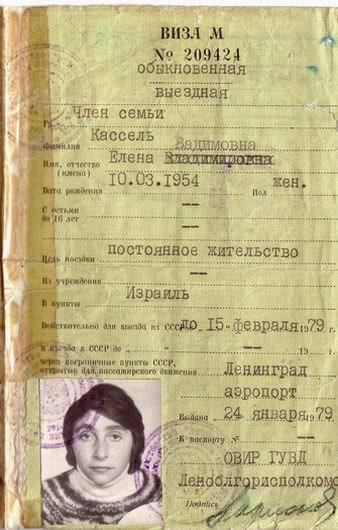
تأشيرة سوفيتية نادر "النوع 2" للهجرة الدائمة

على الرغم من أن البرنامج الأول للحركة البلشفية في روسيا تضمن طلبًا «لإلغاء جوازات السفر»،  بعد شهرين فقط من الثورة الروسية عام 1917، فرض النظام الجديد ضوابط على جوازات السفر وحظر خروج الرعايا المتحاربين. كان السبب جزئياً هو أن الهجرة كانت مرتبطة بمعارضة الدولة الاشتراكية وكذلك الخوف من أن تؤدي الهجرة إلى تضخيم جيوش المعارضة. فرضت معاهدة بريست-ليتوفسك لعام 1918 على روسيا السماح للهجرة لغير الروس الذين يريدون الحصول على الجنسية الألمانية، لكن النظام حاول تقليل هذا التدفق من خلال السماح به خلال شهر واحد فقط. ابتداء من عام 1919، تطلب السفر إلى الخارج موافقة المفوضية الشعبية للشؤون الداخلية، بموافقة إضافية من الإدارة الخاصة في تشيكا المضافة في عام 1920. في عام 1922، بعد معاهدة إنشاء اتحاد الجمهوريات الاشتراكية السوفياتية، أصدر كل من اتحاد الجمهوريات الاشتراكية السوفياتية الأوكرانية وجمهورية روسيا الاتحادية الاشتراكية السوفياتية قواعد عامة للسفر التي حظرت جميع المغادرين تقريبا، مما يجعل الهجرة القانونية مستحيلة. ومع ذلك، لم يتمكن الاتحاد السوفيتي من السيطرة على حدوده حتى تم إنشاء نظام من حرس الحدود من خلال فيلق خاص من المديرية السياسية للدولة (GPU)، بحيث بحلول عام 1928، كانت المغادرة غير الشرعية مستحيلة.
في عام 1929، تم فرض ضوابط أكثر صرامة، حيث أصدر حكمًا بإعدام أي مسؤول سوفيتي يخدم في الخارج ذهب إلى «معسكر أعداء الطبقة العاملة والفلاحين» ورفض عليهم العودة خلال أربع وعشرين ساعة من القبض عليه. في عام 1932، عندما أجبرت السنة الأولى بالخطط الخمسية للاقتصاد السوفيتي لستالين التجميع الجماعي، لتخصيص مساكن والتخلص من العناصر «غير المنتجة»، تم تطبيق ضوابط الجوازات الداخلية. عند الجمع بين تصاريح المدينة الفردية Propiska («مكان الإقامة»)، والقيود المفروضة على حرية التنقل الداخلية التي تسمى في الغالب الكيلومتر 101، تقيد هذه القواعد إلى حد كبير التنقل داخل المناطق الصغيرة. عندما صدر الدستور السوفيتي لعام 1936، لم تحدث أي هجرة قانونية، باستثناء لم شمل الأسرة محدود للغاية وبعض عمليات الترحيل القسري. تتسللت أعداد قليلة جدًا إلى رومانيا وبلاد فارس ومنشوريا، لكن معظم السكان ظلوا أسرى بشكل أساسي. وصف موسكوفسكايا برافدا في وقت لاحق قرار الهجرة بأنه «غير طبيعي ومثل دفن شخص ما على قيد الحياة». أولئك الذين يرغبون في المغادرة لم يُنظر إليهم فقط على أنهم فارون، بل خونة.
لم تكن تعبئة اليد العاملة في الاتحاد السوفيتي ممكنة إذا بقيت الهجرة خيارًا مع انخفاض مستوى المعيشة نسبيًا في ذلك الوقت. صرح رئيس الوزراء السوفيتي نيكيتا خروتشوف في وقت لاحق «لقد كنا خائفين بل خائفون حقًا. كنا خائفين من أن الذوبان قد يطلق العنان للفيضانات، والتي لن نكون قادرين على السيطرة عليها والتي يمكن أن تغرق لنا. كيف يمكن أن يغرق لنا؟ كان يمكن أن يفيض على ضفاف مجرى النهر السوفياتي وشكل موجة مدية كانت ستزيل كل الحواجز وتحتفظ بجدران مجتمعنا.» 
بالإضافة إلى ذلك، تم استخدام قيود الهجرة للحفاظ على سرية الحياة في الاتحاد السوفيتي. ابتداءً من عام 1935، كان جوزيف ستالين قد أغلق بالفعل الوصول الخارجي إلى الجمهوريات الاشتراكية السوفيتية (وحتى وفاته في عام 1953)، مما سمح فعليًا بعدم السفر إلى الخارج داخل الاتحاد السوفيتي بحيث لم يكن الغرباء على علم بالعمليات السياسية التي حدثت فيه. خلال هذه الفترة، وحتى أواخر سبعينيات القرن العشرين، أي بعد مرور 25 عامًا على وفاة ستالين، كان يتم عادةً تقييد عدد قليل من الدبلوماسيين والمراسلين الأجانب المسموح لهم داخل الاتحاد السوفياتي على بعد بضعة أميال من موسكو، في حين تم التنصت على هواتفهم، وكانت تتبعها باستمرار السلطات السوفيتية. تم القبض على المنشقين الذين اقتربوا من هؤلاء الأجانب. لسنوات عديدة بعد الحرب العالمية الثانية، حتى أفضل الأجانب المطلعين لم يعرفوا عدد المواطنين السوفييت الذين تم إلقاء القبض عليهم أو إعدامهم، أو مدى ضعف أداء الاقتصاد السوفيتي.

### الفرار وطرد الألمان العرقيين في الكتلة الشرقية

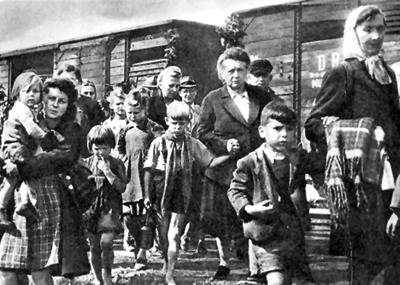
طرد ألمان السوديت بعد الحرب العالمية الثانية

في النهاية، وبعد الحرب العالمية الثانية، فر ما لا يقل عن اثني عشر مليون شخص من فولكس دويتشه الألماني أو الرايخديوتشي أو طُردوا،  يقدر باربرا مارشال أن عدد الألمان العرقيين الذين فروا أو طُردوا من الكتلة الشرقية «حوالي خمسة عشر مليون». :6 في الغالب داخل الأراضي السوفيتية ومنها، أصبحت الكتلة الشرقية، مما يجعلها أكبر حركة لأي شعب أوروبي في التاريخ الحديث. وقد تم الاتفاق على عمليات الطرد قبل نهاية الحرب من قبل الحلفاء. لقى ما لا يقل عن مليوني شخص حتفهم بسبب الهرب والطرد، من 400000 إلى 600000 منهم بالقوة البدنية. حدثت جميع هذه المشكلات تقريبًا بين عامي 1944 و1948. تشمل الأرقام الإجمالية هجرة جماعية كبيرة من الألمان من المناطق القريبة من الخطوط الأمامية حيث تقدم الجيش الأحمر نحو المناطق المستوطنة الألمانية. كان العديد منهم على دراية بالانتقام السوفيتي من المدنيين الألمان، مثل الجنود السوفيت الذين ارتكبوا عمليات اغتصابً وجرائم أخرى. كانت أنباء هذه الفظائع، مثل مذبحة نمرسدورف، مبالغًا فيها جزئيًا وانتشرت بواسطة آلة الدعاية النازية. العديد من هؤلاء الألمان العرقيين فروا أيضًا إلى ألمانيا الشرقية المستقبلية، داخل الكتلة الشرقية.  

### 1945 - 1950 هجرة أوروبا الشرقية الجماعية غربا
بعد الاحتلال السوفيتي لأوروبا الشرقية في نهاية الحرب العالمية الثانية، طمح غالبية الأشخاص الذين يعيشون في المناطق المكتسبة حديثًا إلى الاستقلال وأرادوا مغادرة القوات السوفيتية. بينما فر ملايين الألمان من أصل عرقي أو طُردوا من أوروبا الشرقية، مُنع حوالي أربعة ملايين من الألمان العرقيين من المغادرة بتقدم القوات السوفيتية أو ترحيلهم إلى المناطق النائية في الاتحاد السوفيتي كجزء من سياسة ستالين تجاه السكان الألمان. :8
قبل عام 1950، هاجر أكثر من 15 مليون مهاجر من دول أوروبا الشرقية التي كان يحتلها الاتحاد السوفيتي إلى الغرب في السنوات الخمس التي تلت الحرب العالمية الثانية مباشرة. حتى أوائل الخمسينيات، كان من الممكن عبور الحدود بين مناطق الاحتلال الألماني بسهولة. من خلال الاستفادة من هذا الطريق، كان عدد الأوروبيين الشرقيين المتقدمين للحصول على اللجوء السياسي في ألمانيا الغربية 197,000 في عام 1950، 165000 في 1951، 182,000 في 1952 و331،000 في عام 1953، أحد أسباب الزيادة الحادة في 1953 كان الخوف من احتمال زيادة السوفيت بتصرفات بجنون العظمة بشكل متزايد من جوزيف ستالين في أواخر عام 1952 وأوائل عام 1953. هرب 226000 في الأشهر الستة الأولى فقط من عام 1953. بسبب نقص الموارد والمساحة في ألمانيا الغربية، بناءً على طلب ترومان في عام 1952، زادت الولايات المتحدة حصص قبول إعادة التوطين بموجب برنامج الهروب الأمريكي (USEP). بعد الثورة الهنغارية عام 1956، عبر 171,000 لاجئ هنغاري الحدود إلى النمسا، بينما عبر 20.000 لاجئًا إلى يوغوسلافيا.
في عام 1948، في مناقشة الإعلان العالمي لحقوق الإنسان، اعترض السوفييت على اللغة التي تقول «لكل شخص الحق في مغادرة أي بلد بما في ذلك بلده». بدعوى أن «من شأنه أن يشجع الهجرة»، أراد السوفييت إضافة عبارة «وفقًا للإجراء المنصوص عليه في قوانين تلك الدولة»، مع دعم كل من بولندا والمملكة العربية السعودية للمقترح السوفيتي فقط.

### قيود الهجرة وحدود المناطق الألمانية

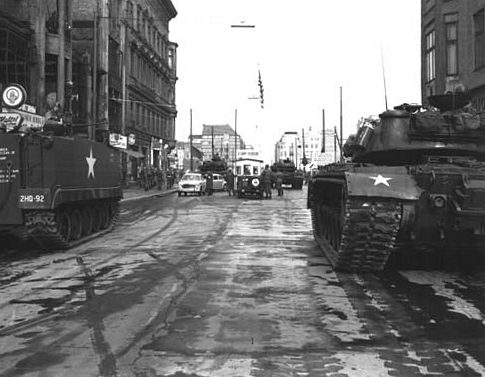
الدبابات السوفيتية والأمريكية في نقطة تفتيش تشارلي في عام 1961

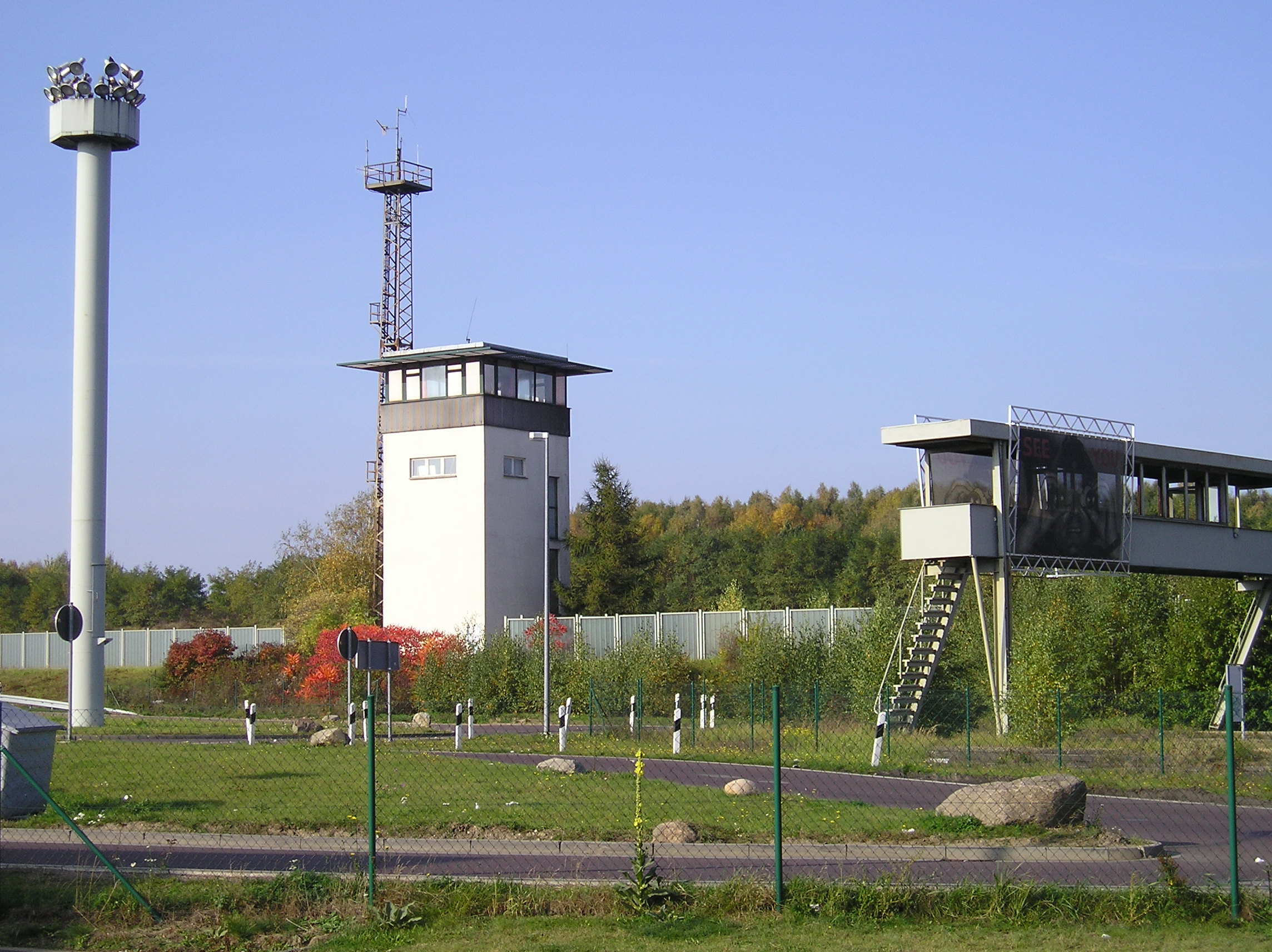
جدار عبور الحدود وبرج الحرس في نقطة تفتيش هيلمشتيت-مارينبورن

أوقفت القيود التي تم تنفيذها في الكتلة الشرقية خلال الحرب الباردة معظم الهجرة من الشرق إلى الغرب، مع 13.3 مليون هجرة فقط غربًا بين عامي 1950 و1990.    في أوائل الخمسينيات، كان النهج السوفيتي للسيطرة على الحركة الوطنية يحتذى به معظم بقية الكتلة الشرقية (جنبًا إلى جنب مع الصين ومنغوليا وكوريا الشمالية)،  مع قيود شديدة تمنع مثل هذه الهجرة. :8 صرح خبير اقتصادي مجري بأنه «كان من الواضح تمامًا أن الدول الاشتراكية - مثلها مثل الدول الأخرى - تهدف إلى منع استخدام محترفيها، المدربين على حساب مجتمعهم، لإثراء الدول الأخرى.» أكد المتحدثون باسم أوروبا الشرقية أنهم كانوا يمنعون المهاجرين المحتملين من المعاناة من الإعداد اللغوي والثقافي غير الكافي. وشددوا أيضًا على الديون التي يتحملها الأفراد تجاه الدول الاشتراكية، والتي قدمت الرعاية منذ الولادة، بما في ذلك التعليم المدعوم والتدريب، وبالتالي، برروا القيود المفروضة على الهجرة باعتبارها «ضريبة التعليم» مع حق الدول في تعويضها. الاستثمار. من شأن سياسات الهجرة المفتوحة أن تخلق «هجرة الأدمغة»، مما يجبر الدولة على إعادة تعديل هيكل الأجور بتكلفة أولويات اقتصادية أخرى. جادل الممثلون البلغاريون والرومانيون منذ فترة طويلة بأنهم لا يستطيعون تحمل أجور مقابل الرواتب الغربية، وبدون قيود الهجرة «سيصبحون مثل إفريقيا». شكلت القيود مأزقًا لبعض دول الكتلة الشرقية التي كانت أكثر تقدمًا وانفتاحًا من الناحية الاقتصادية من الاتحاد السوفيتي، بحيث بدا عبور الحدود أمرًا طبيعيًا - خاصة بين شرق ألمانيا وألمانيا الغربية حيث لم تكن هناك حدود سابقة.